# Страуструп, Бьёрн
Бьёрн Страуструп (устоявшееся написание; точная транскрипция дат. Bjarne Stroustrup, ˈbjɑːnə ˈsdʁʌʊ̯ˀsdʁɔb — Бьярне Строуструп; род. 30 декабря 1950, Орхус, Дания) — датский программист, автор языка программирования C++.

## Биография
Бьёрн родился и вырос в городе Орхусе. Поступил в Орхусский университет (Дания) на отделение информатики. Закончив его в 1975 году, он получил степень магистра. В 1979 году защитил диссертацию доктора философии по информатике в Кембриджском университете, работая над конструированием распределённой системы в компьютерной лаборатории Кембриджского университета. Член колледжа Черчилля.
В 1979 году Страуструп вместе со своей женой и дочерью переехал в Нью-Джерси, чтобы пойти работать в компьютерный научно-исследовательский центр «Bell Telephone Laboratories». В этом же году у него родился сын Николас.
Со дня основания до закрытия в 2002 году, когда произошло объединение с отделением научных исследований Техасского университета A&M, Бьёрн был главой отдела исследований в области крупномасштабного программирования (Large-scale Programming Research department) в компании AT&T Bell Labs.

### C++
Бьёрн Страуструп разработал язык программирования C++. Он поддерживает объектно-ориентированное программирование.
Первая версия языка называлась «C с классами» и была разработана в рамках работы на компанию AT&T.
Страуструп разработал C++ с целью написания эффективных и элегантных программ вместо выбора между эффективностью и элегантностью.
Страуструп стал первопроходцем в области использования объектно-ориентированной и обобщённой парадигм программирования в области создания программных приложений, где эффективность является приоритетным свойством, таких как симуляторы, графика, пользовательские интерфейсы, прикладные системы, системы для научных вычислений.

## Научная и общественная деятельность
Книга Страуструпа «Язык программирования C++» — одна из самых широко читаемых книг из своей области, которая была переведена на 19 языков. Следующая книга, «Дизайн и эволюция C++», открыла много нового в описании языков программирования: новые идеи, идеалы, проблемы. В дополнение к своим пяти книгам Страуструп опубликовал более сотни академических и других популярных статей.
Бьёрн принимал активное участие в создании стандарта ANSI/ISO для C++ и продолжает работу по поддержанию и пересмотру стандарта.
В 1990 году «Справочное руководство по языку программирования C++ с комментариями» («The Annotated C++ Reference Manual») получило награду за непревзойдённое мастерство в области технической документации, по мнению журнала «Dr. Dobb’s Journal». По мнению этого же журнала, в 1994 году книга «Дизайн и эволюция C++» получила награду «Productivity Award» за помощь программистам в совершенствовании их исходных кодов.
Бьёрн Страуструп был избран членом Национальной инженерной академии США («National Academy of Engineering») в 2004 году за «создание языка C++». Как первый компьютерный учёный, он был награждён («William Procter Prize for Scientific Achievement from Sigma Xi») американским научно-исследовательским сообществом в 2005 году. Бьёрн Страуструп работает в «AT&T Bell Laboratories» и AT&T. Кроме того, Страуструп является членом Техасской академии медицины, инженерного дела и науки (англ. Texas Academy of Medicine, Engineering, and Science). Бьёрн Страуструп был назван журналом «Fortune magazine» одним из «двенадцати лучших молодых американских учёных». Почётный доктор НИУ ИТМО (2013).

## Награды и признание
- 1993 — Премия имени Грейс Мюррей Хоппер, «за его ранние работы в области языка C++, базирующиеся на его разработках и внёсшие наибольшее влияние в языки программирования за всю историю вычислительной техники».
- 2004 — Премия «Компьютерный предприниматель»[англ.] от Компьютерного сообщества IEEE[англ.], «за начало разработки и коммерциализации объектно-ориентированной технологии создания программ и за большие изменения, внесённые в бизнес и индустрию»[6].
- 2005 — Премия Уильяма Проктера за научные достижения
- 2015 — Премия Даля — Нюгора
- 2015 — Fellow Awards
- 2017 — Медаль Фарадея
- 2018 — Пионер компьютерной техники[7]
- 2018 — Премия "CBL"
- 2018 — Премия Дрейпера

## Книги
- Бьярне Страуструп. Программирование: принципы и практика использования C++, исправленное издание = Programming: Principles and Practice Using C++. — М.: «Вильямс», 2011. — С. 1248. — ISBN 978-5-8459-1705-8.
- The C++ Programming Language by Bjarne Stroustrup — Addison–Wesley Pub Co; 3rd edition (February 15, 2000); ISBN 0-201-70073-5
- The Design and Evolution of C++ by Bjarne Stroustrup — Addison–Wesley Pub Co; 1st edition (March 29, 1994); ISBN 0-201-54330-3
- The Annotated C++ Reference Manual by Margaret A. Ellis & Bjarne Stroustrup — Addison–Wesley Pub Co; (January 1, 1990); ISBN 0-201-51459-1